# 98 км (зупинний пункт, Краснолиманська дирекція Донецької залізниці)
98 кіломе́тр — пасажирський залізничний зупинний пункт Лиманської дирекції Донецької залізниці.
Розташована на сході смт Станиця Луганська, Щастинський район, Луганської області на лінії Іллєнко — Родакове між станціями Кіндрашівська (2 км) та Вільхова (6 км).
Через військову агресію Росії на сході України транспортне сполучення припинене.